# 中島資皓
中島 資皓（なかじま もとひろ、1931年7月27日 - 2011年8月23日）は、日本の経営者。東洋経済新報社社長を務めた。

## 経歴
千葉県市川市出身。1954年に早稲田大学第一政治経済学部経済学科を卒業し、同年に東洋経済新報社に入社。1970年2月に「会社四季報」編集長、同年4月に「週刊東洋経済」編集長を経て、1982年12月に取締役に就任し、1986年12月に専務を経て、1988年12月から1992年11月までに社長を務めた。
2011年8月23日、老衰のために死去。80歳没。